# Tragocephala univittipennis
Tragocephala univittipennis är en skalbaggsart som beskrevs av Stefan von Breuning 1974. Tragocephala univittipennis ingår i släktet Tragocephala och familjen långhorningar. Inga underarter finns listade i Catalogue of Life.